# Garrard Conley
Garrard Conley (nascido em 1984 ou 1985) é um autor americano e ativista LGBTQ conhecido por sua autobiografia Boy Erased: A Memoir, contando sua infância como parte de uma família fundamentalista no Arkansas que o matriculou em terapia de conversão. O livro foi adaptado para o filme de 2018, Boy Erased.

## Juventude e educação
Conley foi criado primeiro em Cherokee Village e depois em Mountain Home, Arkansas. Seu pai é um pregador batista do sul e ex-vendedor de carros. Garrard “passou anos lutando para conciliar sua sexualidade com sua fé”. Sua família tinha uma casa no Lago Thunderbird, onde Conley passava o tempo em seu barco flutuante.
Ele frequentou o Lyon College por um semestre antes de voltar para casa depois de ser revelado a seus pais por um estudante que estuprou Conley. Conley foi enviado ao Love in Action para se submeter à terapia de conversão - a controversa prática pseudocientífica de tentar mudar a orientação sexual de alguém de homossexual para heterossexual usando intervenções psicológicas ou espirituais - em 2004. No Love in Action, ele passou por tratamentos por John Smid, que mais tarde deixou a organização, rejeitou a terapia de conversão, anunciou que ainda era gay e afirmou que "nunca conheceu um homem que passasse de homossexual para heterossexual".

## Carreira
Em 2016, Conley ensinou literatura inglesa no American College of Sofia, na Bulgária. Ele é o autor de Boy Erased: A Memoir, que foi baseado em suas experiências no Love in Action. O livro foi posteriormente adaptado para o filme Boy Erased de 2018, de Joel Edgerton, com Lucas Hedges interpretando Conley. Ele aproveitou sua fama recente para "educar o público sobre a prática abusiva da terapia de conversão". Conley lançou um podcast de quatro episódios intitulado UnErased: The History of Conversion Therapy in America pouco antes do lançamento do filme. Em 2018, Conley liderou o programa Memoir Incubator do GrubStreet. Ele continuou a viajar pelo mundo contando sua história: em 2019, ele fez apresentações na Universidade do Sul de Utah, Equality Utah, em locais na Alemanha e na Suíça, e fez um discurso de abertura para Iowa Safe Schools.
Em junho de 2019, para marcar o 50º aniversário dos motins de Stonewall, Queerty nomeou-o um dos Pride50 "indivíduos pioneiros que garantem ativamente que a sociedade continue caminhando em direção à igualdade, aceitação e dignidade para todas as pessoas queer". Conley é professor assistente de Escrita Criativa na Universidade Estadual de Kennesaw.

## Vida pessoal
Conley mora na cidade de Nova Iorque com o marido.